# Als je wint
Als je wint is een Nederlandstalig nummer van Brood en Vrienten. In januari 1984 werd het nummer op single uitgebracht.

## Achtergrond
De plaat was op vrijdag 13 januari 1984 Veronica Alarmschijf op Hilversum 3 en werd een hit in de destijds drie hitlijsten op de nationale publieke popzender. De plaat bereikte de 10e positie in de Nederlandse Top 40, de 7e positie in de Nationale Hitparade en de 8e positie in de TROS Top 50. In de Europese hitlijst op Hilversum 3, de TROS Europarade, werd géén notering behaald.
In België behaalde de plaat de 22e positie in de voorloper van de Vlaamse Ultratop 50. In de Vlaamse Radio 2 Top 30 en in Wallonië werd géén notering behaald.

## Ontstaan nummer
Brood en Vrienten was een gelegenheidsduo dat bestond uit de rockzanger Herman Brood en de Doe Maar-zanger Henny Vrienten. Muziekproducent Jean Blaute is te horen als accordeonist. Hetzelfde jaar kwam Brood ook nog met een ander reggaenummer, Tattoo song, dat eveneens een hit werd; in de videoclip speelde ook Vrienten weer mee. Brood en Vrienten herhaalden hun samenwerking in 1996 door tijdens het jubileum van Brood Sinds 1 dag of 2 (32 jaar) om te dopen in 50 jaar. 
In 2009 werd het gecoverd door de Vlaamse artiest Axl Peleman.

## Live-uitvoeringen
- Brood en Vrienten vertolkten het tijdens de matineevoorstelling van het (voorlopige) afscheidsconcert van Doe Maar op 14 april 1984.
- Vrienten begon het 32 jaar later weer te spelen tijdens concerten van de supergroep Vreemde Kostgangers; de zangpartijen werden herverdeeld met medeoprichters Boudewijn de Groot en George Kooymans.

## Hitnoteringen

### Nederlandse Top 40
| Hitnotering: week 3 t/m 8 in 1984 | Hitnotering: week 3 t/m 8 in 1984 | Hitnotering: week 3 t/m 8 in 1984 | Hitnotering: week 3 t/m 8 in 1984 | Hitnotering: week 3 t/m 8 in 1984 | Hitnotering: week 3 t/m 8 in 1984 | Hitnotering: week 3 t/m 8 in 1984 | Hitnotering: week 3 t/m 8 in 1984 |
| Week:                             | 1                                 | 2                                 | 3                                 | 4                                 | 5                                 | 6                                 |                                   |
| --------------------------------- | --------------------------------- | --------------------------------- | --------------------------------- | --------------------------------- | --------------------------------- | --------------------------------- | --------------------------------- |
| Positie:                          | 21                                | 13                                | 10                                | 10                                | 23                                | 38                                | uit                               |

### Nationale Hitparade
| Hitnotering: 28-01-1984 t/m 25-02-1984 | Hitnotering: 28-01-1984 t/m 25-02-1984 | Hitnotering: 28-01-1984 t/m 25-02-1984 | Hitnotering: 28-01-1984 t/m 25-02-1984 | Hitnotering: 28-01-1984 t/m 25-02-1984 | Hitnotering: 28-01-1984 t/m 25-02-1984 | Hitnotering: 28-01-1984 t/m 25-02-1984 |
| Week:                                  | 1                                      | 2                                      | 3                                      | 4                                      | 5                                      |                                        |
| -------------------------------------- | -------------------------------------- | -------------------------------------- | -------------------------------------- | -------------------------------------- | -------------------------------------- | -------------------------------------- |
| Positie:                               | 25                                     | 7                                      | 7                                      | 13                                     | 28                                     | uit                                    |

### TROS Top 50
Hitnotering: 19-01-1984 t/m 23-02-1984. Hoogste notering: #8 (2 weken).

### Vlaamse Ultratop 50
| Hitnotering: 28-01-1984 t/m 25-02-1984 | Hitnotering: 28-01-1984 t/m 25-02-1984 | Hitnotering: 28-01-1984 t/m 25-02-1984 | Hitnotering: 28-01-1984 t/m 25-02-1984 | Hitnotering: 28-01-1984 t/m 25-02-1984 | Hitnotering: 28-01-1984 t/m 25-02-1984 |
| Week:                                  | 1                                      | 2                                      | 3                                      | 4                                      |                                        |
| -------------------------------------- | -------------------------------------- | -------------------------------------- | -------------------------------------- | -------------------------------------- | -------------------------------------- |
| Positie:                               | 31                                     | 25                                     | 22                                     | 25                                     | uit                                    |

### NPO Radio 2 Top 2000
| Nummer met noteringen in de NPO Radio 2 Top 2000 | '06  | '07-'10 | '11  | '12  | '13  | '14  | '15  | '16-'20 | '21  | '22  | '23  | '24  |
| ------------------------------------------------ | ---- | ------- | ---- | ---- | ---- | ---- | ---- | ------- | ---- | ---- | ---- | ---- |
| Als je wint                                      | 1586 | -       | 1957 | 1495 | 1897 | 1989 | 1885 | -       | 1892 | 1293 | 1711 | 1726 |

1. ↑  Een '-' betekent dat het nummer niet was genoteerd en een vetgedrukt getal geeft de hoogste notering aan.
2. ↑  2006 was het eerste jaar met een notering voor dit nummer.